# Eotragus
Eotragus is een geslacht van uitgestorven vroege evenhoevigen uit Europa, Afrika en Azië uit het Mioceen, zo'n 20-18 miljoen jaar geleden. Het is gerelateerd aan de moderne nijlgau en de vierhoornige antilope. Het was klein en leefde waarschijnlijk in bosrijke omgevingen.

## Kenmerken
Dit dier was klein van formaat en vertegenwoordigt een van de oudste en meest primitieve runderen die tot nu toe zijn gevonden. Er zijn talrijke vondsten van zijn hoorns bekend, die klein en recht waren en iets naar achteren wijzen. Over het algemeen moet het uiterlijk van Eotragus hebben geleken op dat van de huidige duikers (gen. Cephalophus) of misschien dat van de dwergantilope (Neotragus pygmaeus), met zijn lange poten en compacte lichaam.

## Classificatie
Ondanks de primitieve kenmerken en het kleine formaat, zijn paleontologen het erover eens Eotragus niet als een voorouderlijke vorm van alle Bovidae te beschouwen. Men denkt in feite dat dit dier een vertegenwoordiger was van de Bovini en in het bijzonder moet het worden geplaatst binnen de primitieve groep die bekend staat als Boselaphini, waaronder de vierhoornige antilope (Tetracerus quadricornis) en de grote nijlgau (Boselaphus tragocamelus). De bekendste soort is Eotragus sansaniensis, voor het eerst gevonden in het bekende Sansan-veld in Frankrijk in bodems uit het Midden-Mioceen. Andere soorten van aanzienlijk belang zijn E. artenensis, uit het Franse Onder-Mioceen (ongeveer achttien miljoen jaar geleden), E. noyei, min of meer met dezelfde ouderdom uit Pakistan, en E. minus, ook uit Pakistan en misschien nog ouder (ongeveer twintig miljoen jaar geleden).

## Habitat en verspreiding
Het is waarschijnlijk dat, in tegenstelling tot de meeste van de huidige runderen, Eotragus een bewoner was van wouden en bossen (vergelijkbaar met de duikers waarop hij leek). Het is waarschijnlijk dat dit kleine dier in de grote struiken kon springen om zich te verbergen voor roofdieren, zoals pygmee-antilopen nog steeds doen. De oudste Eotragus-fossielen zijn gevonden in vroege Mioceen bodems in Azië en Europa; pas later koloniseerde dit geslacht Noord-Afrika, om in het midden van het Mioceen uit te sterven.